# Archidiocèse du Sinaï
L'archidiocèse du Sinaï, de Pharan et de Raïthou ou Église orthodoxe du Mont Sinaï est une juridiction autonome de l'Église orthodoxe liée canoniquement au patriarcat de Jérusalem. Le chef de l'Église porte le titre d'Higoumène du Monastère Sainte-Catherine, Archevêque du Sinaï, de Pharan et de Raïthou, avec résidence au Caire en Égypte (titulaire actuel : Damien (en grec Damianos) depuis 1973).

## Organisation
L'abbé est élu par les moines puis est consacré archevêque par le patriarche de Jérusalem.

## Rites et pratiques
L'Église sinaïte utilise aujourd'hui le rite byzantin en langue grecque. La liturgie de saint Jacques (dite aussi liturgie de Jérusalem) fut célébrée jusqu'au XIVe siècle.

## Territoire canonique

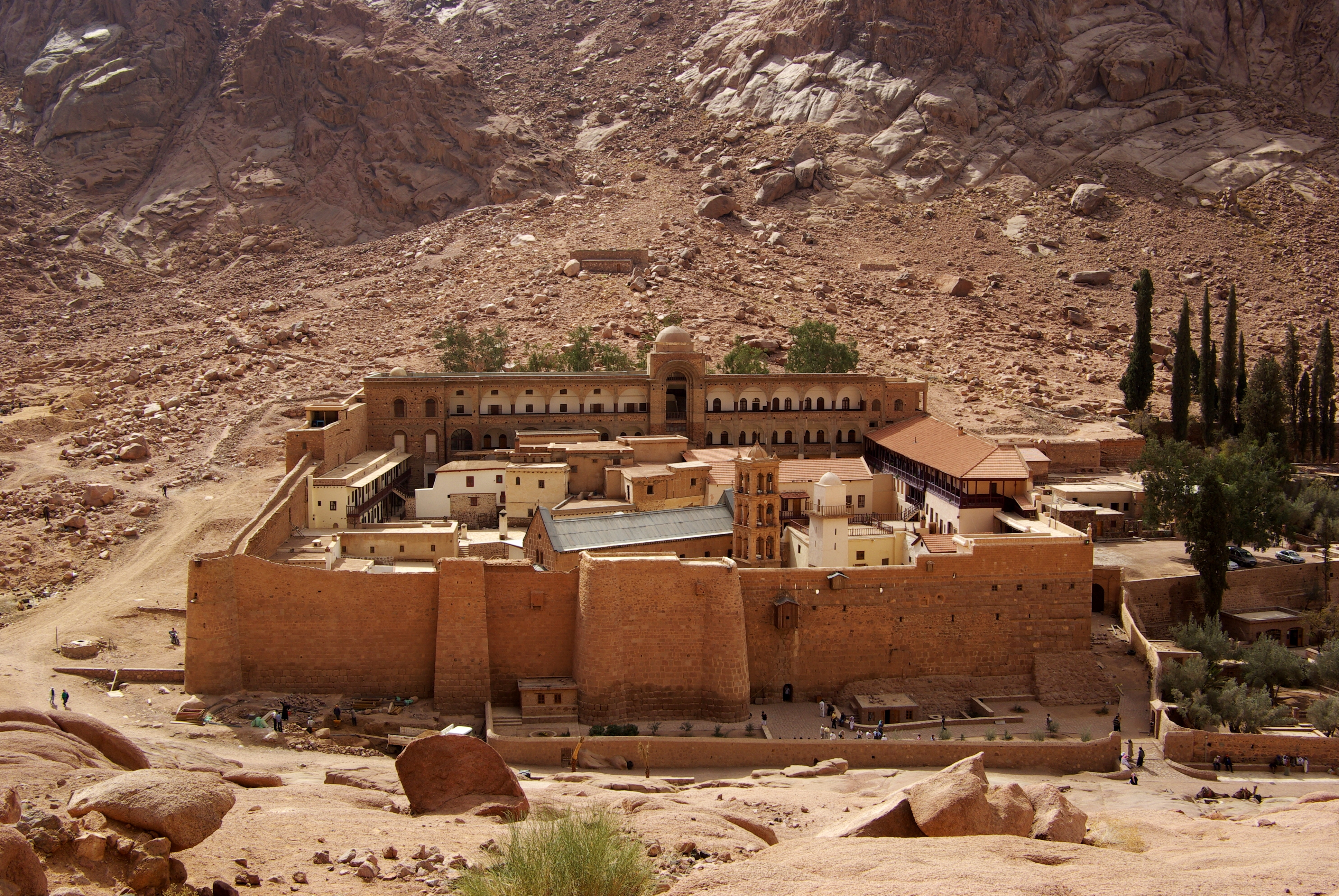
Monastère Sainte-Catherine

La juridiction de l'Église orthodoxe du Sinaï se limite à un tout petit territoire sur le mont Sinaï et sur le rivage de la mer Rouge. Le monastère Sainte-Catherine en constitue l'essentiel, avec le monastère voisin de Raithu (actuel El-Tor).
Le monastère Sainte-Catherine a eu historiquement plusieurs dépendances (monastères ou églises) à l'extérieur. Actuellement[Quand ?], il a treize exarchats : un au Caire (qui sert souvent de résidence à l'higoumène), sept en Grèce, trois à Chypre, un au Liban et un à Istanbul en Turquie.